# Мезенцев Ігор Олександрович
Ігор Мезенцев — український шеф-кухар, кулінарний експерт, бізнесмен. Спікер міжнародного саміту шеф-кухарів Creative Chefs Summit, амбасадор Ukrainian Gastro Show.
Займається популяризацією України на світовій гастрономічній арені. Автор кулінарного проєкту «Топот» про виживання кухарів у дикій природі.

## Життєпис
Ігор Мезенцев народився 18 жовтня 1988 року в Харкові. Батько Ігоря працював завідуючим на виробництві, мати — колишній кондитер. Рідний брат Ігоря — шеф-кухар.
Дядько Мезенцева був кухарем на кораблі. Його приклад надихнув Ігоря у виборі професії.
Мезенцев працював в Якіторії, був бренд-шефом мережі бургерних — сім'ї ресторанів Farsch, був шеф-кухарем в міському кафе Харьок, шеф-кухарем найкращого бару України за версією СІЛЬ (2019) Benedict daily bar.
В 2017 році працюючи в ресторані Farsh брав участь у проєкті «13 Chefs».
У тому ж році створив спільний проєкт з food-фотографом Дмитром Бахта «Їжа майбутнього» про усвідомлене споживання продуктів.
Ігор Мезенцев є членом журі Національної ресторанної премії СІЛЬ, спікером міжнародного саміту шеф-кухарів Creative Chefs Summit, амбасадором Ukrainian Gastro Show.
У 2019 році Ігор Мезенцев разом з Анною Смоляковою та Дмитром Бахта зробив проєкт «Топот», в рамках якого протягом п'ять днів 10 кухарів, живучи в умовах дикої природи, мають приготувати страви з інгредієнтів знайдених у даній місцевості та п'ять звичайних інгредієнтів, не використовуючи сучасне обладнання. Пізніше було запущено проєкт «Топот під водою» в якому акцент робився на інгредієнти виловлені з води. Створені під час проєкту рецепти ввійшли до 2 книг.
В 2019 році Мезенцев став одним із представників України у світовій асоціації Slow Food Chefs’ Alliance, яка виступає за підтримку локальних виробників та свідоме споживання.
У 2020 році «Топот» Мезенцева в співпраці з «Лавкою традицій» в рамках участі в спільноті Slow Food створили проєкт, який демонстрував використання локальних продуктів професійними кухарями.
У січні 2020 року брав участь у благодійному заході «Благодійний полуденок» — різдвяному безкоштовному обіді для 1000 людей старшого віку.
У 2021 році Ігор Мезенцев разом з Євгеном Клопотенком провели гастротур для європейських журналістів зі Словенії, Хорватії, Італії та Угорщини для ознайомлення з гастрономічною культурою Києва та просування України на світовій гастрономічній арені. У тому ж році на запрошення Мезенцева та Клопотенка Україну відвідав кулінарний експерт та засновник Міжнародної гастрономічної конференції Gastromasa Гьокмен Сьозен.
Мезенцев є автором журналу про локальні продукти Mezencev.
За декілька тижнів до війни Ігор Мезенцев привозив до України відомих гастрономічних діячів. Та також підписали маніфест української кухні разом з відомими шеф кухарями. 
Під час війни запустив проєкт підтримки малих виробників під назвою «The Victory Menu”. 
Ігор Мезенцев перші 5 місяців з початку повномасштабної війни, займався волонтерською діяльністю, та під час цього придумав проєкт на підтримку українських шеф-кухарів під назвою «Варті». Також займається організацією благодійних сніданків для дітей та вимушених переселенців, навчаючи сучасній гастрономії.
З 2022 року організовує гастрономічні заходи заходи на підтримку ЗСУ.